# 조지 클루니
조지 티머시 클루니(영어: George Timothy Clooney, 1961년 5월 6일~)는 미국의 영화 감독이자 배우이다. 그는 그의 출연 작품에서 다섯 차례의 골든 글로브상을 수상했고 아카데미상에서 그의 출연작과 제작 작품에서 두 차례 수상을 하였다.

## 생애
1961년 미국 켄터키주 렉싱턴에서 언론인이자 정치인인 닉 클루니의 아들로 출생한 그는 잘생긴 미모와 함께 텔레비전 배우로서 첫 명성을 얻었다. 1994년 메디컬 드라마 시리즈 《ER》에 나오면서 첫 배우 경력을 시작하였다.
NBC TV 시리즈 《ER》(1994-2009)에서 더그 로스 의사 역으로 인기를 날리면서 영화에도 출연하기 시작하면서, 두 차례 골든 글로브상, 에미상 후보에 지명된 적이 있었다. 2005년 영화 《시리아나》로 아카데미상 남우조연상을 수상하였고, 자신이 연출한 영화 《굿 나인, 앤 굿 럭》으로 각본상, 감독상 후보에 동시에 지명된 적도 있었다. 그리고 2013년에는 자신이 제작한 영화 《아르고》로 작품상을 수상하였고, 2001년, 2006년, 2012년 그리고 2013년에는 골든 글로브상을 수상하였다. 그밖의 출연작으로는 《황혼에서 새벽까지》(1996), 《배트맨과 로빈》(1997), 《피스메이커》(1997), 《쓰리 킹스》(1999)와 《오션스 일레븐》(2001)과 그 속편들(2004, 2007) 등이 있다. 《마이클 클레이튼》(2007), 《인 디 에어》(2009), 《디센던트》(2011) 로 세 차례 미국 아카데미상 남우주연상 후보에 지명된 경력도 있었고, 2015년에 열린 골든 글로브 시상식에서 평생공로상을 수상하였다.
2008년에는 국제 연합의 평화적 교섭인으로 임명되었으며, 그 활동으로 조지 클루니는 전 세계의 평화 유지 활동에 장려하였다. 2009년 타임지 선정 세계에서 가장 영향력 있는 100인에 포함되었다. 2011년 남수단의 분리 독립에 공헌했으며, 현재까지도 수단과 남수단 관련 활동에 힘쓰고 있다.
몇 년 동안 조지 클루니는 코모 호수의 가장 비밀스러우면서도 오래된, 명문인 마을인 리에르나에 빌라를 구입하고자 하는 강한 흥미를 표현해 왔습니다. 이 마을은 전체 호수를 휩쓸어 보이는 가장 특별한 풍경을 자랑하며, 벨라지오의 동산에 자리 잡고 있습니다. 1억 유로를 넘는 여러 차례의 시도와 금전적 제안에도 불구하고 클루니는 구매를 완료하지 못했습니다. 더불어, 배우는 리에르나를 몬테 카를로에 비유하며 그 독점적이고 매혹적인 평판을 강조했습니다.

## 출연 작품

### 영화
- 《황혼에서 새벽까지》(1996) - 세스 역
- 《배트맨과 로빈》 - 배트맨/브루스 웨인 역
 《피스메이커》(1997) - Lt. Col. 토마스 드보 역
- 《조지 클루니의 표적》(1998)
- 《씬 레드 라인》 - Captain 찰스 보쉐 역
 《아웃 어브 사이트》(1998)
- 《쓰리 킹즈》(1999) - Maj. 아치 게이츠 역
- 《퍼펙트 스톰》 - 빌리 타인 역
 《오! 형제여 어디에 있는가?》(2000)
- 《오션스 일레븐》(2001) - 대니 오션 역
- 《컨페션》(2002) - 짐 버드 역
- 《오션스 트웰브》(2004) - 대니 오션 역
- 《시리아나》(2005) - 로버트 바니스 역
- 《오션스 13》 - 대니 오션 역
 《마이클 클레이튼》(2007) - 마이클 클라이튼 역
- 《번 애프터 리딩》(2008) - 해리 파러 역
- 《그래비티》(2013) - 맷 코왈스키 역
- 투머로우랜드 (2015) - 존 프랭크 워커 역
- 《머니 몬스터》
 《헤일, 시저!》(2016) - 베어드 휘트록 역
- 《서버 비콘》 (각본, 감독, 제작)
 《아키텍츠 오브 디나이얼》(2017)
- 《세이프 오브 뮤직: 알렉상드르 데스플라》(2018) - 본인 역
- 《미드나이트 스카이》(2020) - 어거스틴 (감독, 주연)
- 《더 텐더 바》(2021) (감독)
- 《울프스》(2024)
- 《이프: 상상의 친구》(2024) - 스페이스맨 역 (목소리)
- 《제이 켈리》(미정)

### 텔레비전
- 《ER》(1994년~2009년)

## 수상 경력
- 1995년 제21회 새턴어워즈 최우수남우주연상
- 1995년 제4회 MTV영화제 주목할만한배우상
- 1997년 판고리아 체인솨 어워즈 남우주연상
- 1999년 제5회 미국배우조합상 TV미니시리즈부문 앙상블연기상
- 2000년 제35회 골든카메라시상식 최우수해외남자배우상
- 2001년 제58회 골든글로브시상식 뮤지컬/코미디부문 남우주연상
- 2002년 제73회 미국비평가협회상 특별공로상
- 2005년 브라티실라바국제영화제 감독상
- 2005년 제62회 베니스국제영화제 각본상
- 2005년 St. 루이스 게이트웨이 비평가협회상 남우조연상
- 2005년 포닉스비평가협회상 감독상
- 2005년 샌프란시스코비평가협회상 각본상
- 2005년 제10회 새틀라이트시상식 각본상
- 2005년 캔자스시티비평가협회상 각본상
- 2006년 온라인영화비평가협회상 각본상
- 2006년 온라인영화&텔레비전협회상 각본상
- 2006년 제21회 산타바바라국제영화제 모던 마스터상
- 2006년 제63회 골든글로브시상식 남우조연상
- 2006년 제11회 크리틱스초이스 프리덤상
- 2006년 제78회 아카데미시상식 남우조연상
- 2006년 아메리칸시네마큐어워즈 갈라 트리뷰트상
- 2007년 위클리 선정 최고스타 1위
- 2007년 제6회 워싱턴비평가협회상 남우주연상
- 2007년 샌프란시스코비평가협회상 남우주연상
- 2007년 디트로이트비평가협회상 남우주연상
- 2007년 오클라호마비평가협회상 남우주연상
- 2008년 제79회 미국비평가협회상 남우주연상
- 2009년 타임지 선정 세계에서 가장 영향력 있는 100인
- 2009년 남동부비평가협회상 남우주연상
- 2009년 켄자스시티비평가협회상 남우주연상
- 2009년 제8회 워싱턴비평가협회상 남우주연상
- 2009년 제74회 뉴욕비평가협회상 남우주연상
- 2009년 St. 루이스 게이트웨이 비평가협회상 남우주연상
- 2009년 댈러스-포트워스 비평가협회상 남우주연상
- 2009년 플로리다비평가협회상 남우주연상
- 2009년 휴스턴비평가협회상 남우주연상
- 2009년 인디아나기자비평가협회상 남우주연상
- 2009년 오클라호마비평가협회상 남우주연상
- 2010년 센트럴오하이오비평가협회상 남우주연상
- 2010년 노스텍사스비평가협회상 남우주연상
- 2010년 제81회 미국비평가협회상 남우주연상
- 2010년 인도 밥 호프주의상
- 2010년 휴스턴비평가협회상 특별상
- 2011년 제15회 헐리우드영화제 남우주연상
- 2011년 제10회 워싱턴비평가협회상 남우주연상
- 2011년 오클라호마비평가협회상 남우주연상
- 2011년 남동부비평가협회상 남우주연상
- 2011년 여성비평가협회상 남우주연상
- 2011년 인터넷비평가협회상 남우주연상
- 2011년 St. 루이스 게이트웨이 비평가협회상 남우주연상
- 2011년 댈러스-포트워스 비평가협회상 남우주연상
- 2011년 휴스턴비평가협회상 남우주연상
- 2011년 오클라호마비평가협회상 남우주연상
- 2011년 캔자스시티비평가협회상 남우주연상
- 2012년 제23회 팜스프링스국제영화제 체어맨상
- 2012년 제1회 AACTA 인터네셔널어워즈 각본상
- 2012년 노스텍사스비평가협회상 남우주연상
- 2012년 제69회 골든글로브시상식 드라마부문 남우주연상
- 2012년 제83회 미국비평가협회상 남우주연상
- 2012년 제17회 크리틱스초이스 남우주연상
- 2012년 주피터어워즈 외국남자배우상
- 2013년 제70회 골든글로브시상식 드라마부문 작품상
- 2013년 제66회 영국아카데미시상식 작품상
- 2013년 제85회 아카데미시상식 작품상
- 2013년 BAFTA 로스엔젤라스 브리타니아 어워즈 영화부문 우수배우상
- 2015년 제72회 골든글로브시상식 평생공로상
- 2017년 제42회 세자르영화제 평생공로상

## 감독한 작품
- 《컨페션(Confessions of a Dangerous Mind)》(2002)
- 《굿 나잇, 앤 굿 럭.(Good Night, and Good Luck)》(2005)
- 《레더헤즈(Leatherheads)》(2008)